# Ponte di Incheon
Il ponte Incheon (in coreano 인천 대교; RR: Incheon-daegyo) è un ponte in cemento armato situato nella Corea del Sud.
Alla sua apertura nell'ottobre 2009, divenne il secondo collegamento tra l'isola di Yeongjong e Incheon. Il ponte di Incheon è il ponte strallato più lungo della Corea del Sud. Nel 
gennaio 2019 era il decimo ponte strallato più lungo del mondo. Il ponte collega Songdo e l'aeroporto internazionale di Incheon.